# Конрад фон Зост
Ко́нрад фон Зост (нем. Conrad (Konrad) von Soest, ср.-нижн.-нем. Conrad van Sost; 1370, Дортмунд — после 1422, Дортмунд) — вестфальский художник, представитель так называемого «мягкого стиля» поздней готики. Сыграл решающую роль в распространении в Северной Германии принципов интернациональной готики. Его творчество оказало влияние на развитие немецкой живописи XV века.

## Биография
О жизни этого мастера поздней готики известно из нескольких источников. Конрад фон Зост — первый вестфальский художник, о биографии которого можно иметь представление по его собственным произведениям и сохранившимся документам. Он оставил своё имя на Вильдунгенском алтаре и Дортмундском алтаре Марии. Сохранился брачный контракт, заключённый между Конрадом фон Зостом и Гертрудой фон Мюнстер в 1394 году. Имя художника значится в списках дортмундских братств: Святой Марии (1396, Conrad meler et uxor, «проживающий на Остенхеллвег» Ostenhellweg) и Святого Николая (1396, Mester Conrad, meler).
В дортмундских документах упоминаются «Вернер художник» (Wernerus pictor, получивший гражданство в 1331 году), «Вернер художник де Зозато» (Wernerus pictor de Sosato, получивший гражданство в 1348 году), и, кроме того, Hinricus de Sosato, по профессии позолотчик (deaurator, получивший гражданство в 1306 году). Возможно, Конрад был внуком или сыном Вернера, названного Wernerus pictor de Sosato, имя которого появилось в городских бумагах в 1348 году. А de Sosato трансформировалось у Конрада в прозвище Soest. Или же Конрад каким-то образом был связан с городом Зостом, где в Часовне святого Николая находится одно из ранних произведений художника — «Святой Николай со святыми и основателями».

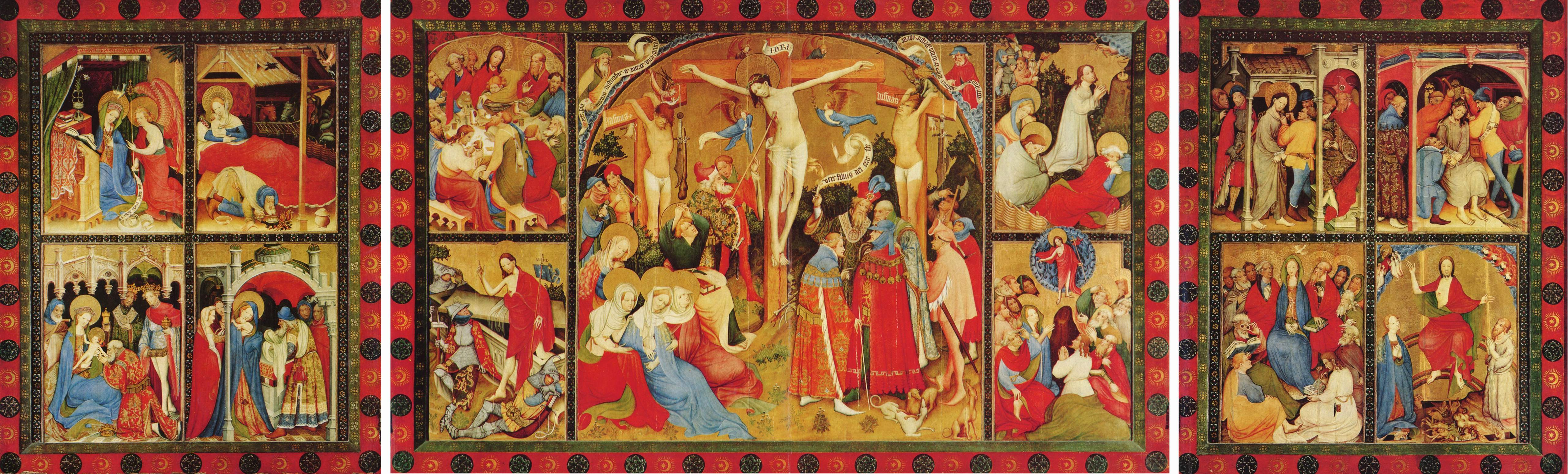
Алтарь Страстей Христовых (Вильдунгенский алтарь), Общий вид. Бад-Вильдунген, Приходская церковь

В 1925 году директор Дортмундского городского архива Луиза фон Винтерфельд изучила упоминания Конрада фон Зоста в дортмундских документах. Так как имя Конрада отсутствовало в дортмундских списках новых горожан, она считала, что Конрад был гражданином города и, исходя из этого, делала вывод, что он был сыном дортмундского гражданина, значившегося в документах как Wernerus pictor de Susato. Эта версия сегодня подвергается сомнению, так как списки горожан не были полны. Одновременно Луиза фон Винтерфельд отмечала, что Конрад фон Зост при составлении брачного контракта не обязан был заявлять о своём гражданстве. 11 февраля 1394 года датируется de:Morgensprache, брачный контракт, заключённый при свидетелях, между Конрадом фон Зостом и Гертрудой, дочерью Ламбертеса фон Мюнстера. В этот день, следующий за днём святой Схоластики, новобрачные оговорили свои имущественные права и обязанности.

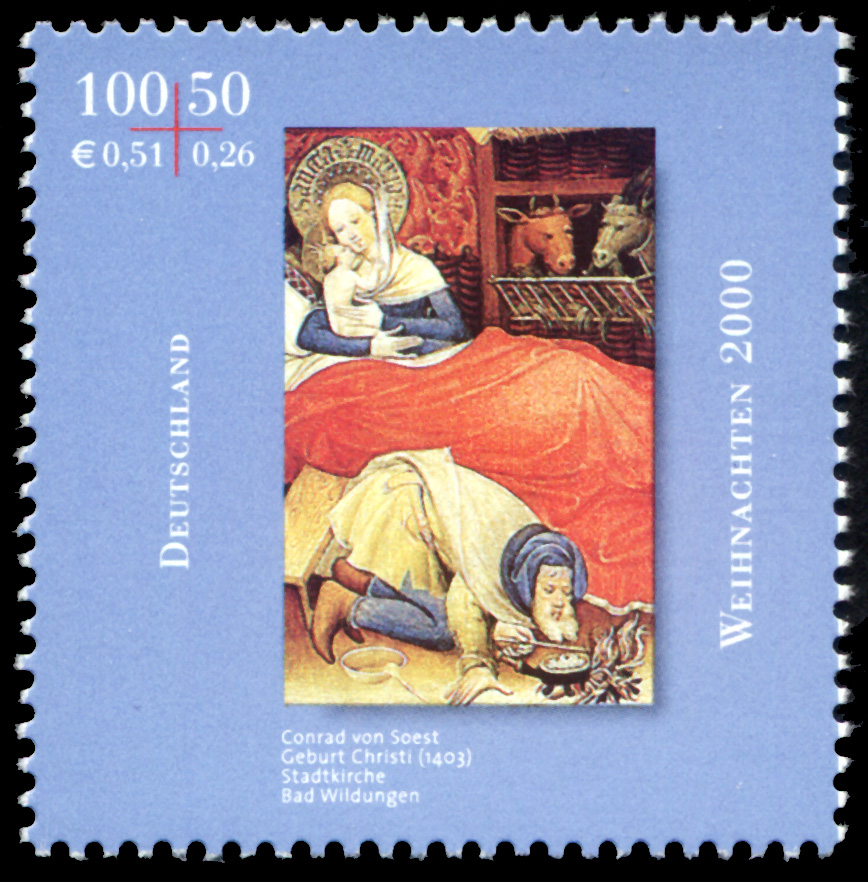
Рождество. Часть алтаря в церкви Bad Wildungen (1403). Почтовая марка 2000

Исследователи отмечают не только солидные денежные средства, которыми располагали супруги, но и высокое общественное положение свидетелей договора, как со стороны жениха, так и со стороны невесты, что, в свою очередь указывает на высокое положение вступивших в брак. Моника Фезе интерпретирует бракосочетание как знаменательную связь дортмундского патриция Конрада с Гертрудой ван Мюнстер, представительницей мюнстерского духовного дворянства.
В списках братства Марии за 1396 год значится, что дом Конрада фон Зоста находился на Остенхеллвег, в центре Дортмунда. В список включены имена ещё двух художников с Остенхеллвег: Ламберта и Германа, возможно, работавших в одной мастерской с фон Зостом. В списках братства святого Николая значится «Мастер Конрад, художник» (Mester Conrad, meler), проживавший на Виссштрассе. Несмотря на то, что с большой вероятностью это может быть один и тот же человек, абсолютной уверенности всё же нет. Моника Фезе отмечает, что членами дортмундских братств могли стать представители разных слоёв населения, в отличие, например, от Кёльна, где братства были организованы по сословному признаку.

## Творчество

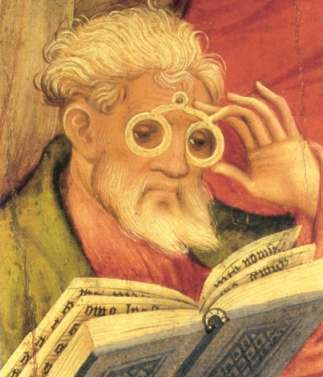
Апостол в очках. Фрагмент Алтаря Страстей Христовых. Бад-Вильдунген. Приходская церковь

Его основные работы стилистически близки к традициям франко-фламандской книжной миниатюры и выдают влияние бургундского придворного искусства. В творчестве фон Зоста прослеживаются художественные приёмы и немецких мастеров, работавших до начала XV века, в том числе кёльнских, например Мастера Бердсвордского алтаря. В настоящее время известны следующие произведения Конрада фон Зоста:
- Алтарь святого Николая из Часовни святого Николая в Зосте (приписывается), Национальный музей искусства и истории культуры Мюнстера;
- Алтарь в городской евангелической церкви Бад-Вильдунгена, 1403 г., с самым старым к северу от Альп изображением очков[16];
- Переносной алтарь дортмундского семейства Берсвордт (de:Berswordt) с изображением святого Райнхольда (покровителя Дортмунда) и других святых, 1404 г., Старая пинакотека, Мюнхен;
- Алтарь Марии из дортмундской Церкви Святой Марии, 1420 г. Позднее произведение художника, в котором наиболее ярко проявилось влияние западного (бургундского) изобразительного искусства.